# Timonius clementis
Timonius clementis är en måreväxtart som beskrevs av Elmer Drew Merrill. Timonius clementis ingår i släktet Timonius och familjen måreväxter. Inga underarter finns listade i Catalogue of Life.